# Eupithecia oblongata
Eupithecia oblongata är en fjärilsart som beskrevs av Carl Peter Thunberg 1784. Eupithecia oblongata ingår i släktet Eupithecia och familjen mätare. Inga underarter finns listade i Catalogue of Life.